# Colostygia cuneigera
Colostygia cuneigera là một loài bướm đêm trong họ Geometridae.